# Крсно знамење
Крсно знамење или знак крста са три прста је начин изражавања хришћанске вере, усвојен у средњем веку у православној цркви, као и у неким древноисточним црквама.

## Историја
Обичај осењивања крсним знамењем, по неким истраживачима, почео је у Апостолско време“.
Већ у време Тертулијана, осењивање крсним знаком већ је постао утемељен обичај међу хришћанима. Тертулијан, у својој расправи De Corona (О Венцу), пише да ми осењујемо своје чело крсним знамењем у свим околностима нашег свакодневног живота: кад улазимо и излазимо из куће, кад се облачимо, када палимо светло, кад идемо на спавање или кад започињемо нешто.
Постоје многи примери у многобројним изрекама Светих Отаца и животима светаца о истинској духовној моћи осењивања крсним знамењем.
Свети Јован Дамаскин по питању крста пише следеће: „Крст нам је дат на чело као знамен, на начин којим је Израиљу дато обрезање“ (Тачно изложење православне вере, Књига 4, Глава 11). Ко га нам је дао? Бог. Он нам је завештао обрезање кроз Аврама (Пост 17, 10) и очигледно крсно знамење кроз апостоле.
Користио се у Константинопољу између 1172. и 1274. године. Прво сачувано писано спомињање крсног знамења је у полемичком уметничком делу непознатог аутора "Расправа Панагиота са Азимитом", написано између 1274. и 1282.
Уобичајено знамење (заједно са другим варијантама) укључује скупљене и спојене мали и домали прст, што представља христолошку симболику: две природи Исуса Христа - божанску и људску, док скупљена три преостала прста симболизују признање Бога Оца, Бога Сина и Духа Светога, као једносуштне и нераздељиве Свете Тројице.
Осењујући се крсним знамењем, православни хришћани стављају скупљене прсте на чело – за освећење ума, на стомак (живот) - за освећење унутрашњих чула, потом на десно и лево раме - за освећење сила телесних.
Осењивати крсним знамењем, православни чине на почетку молитве, за време молитве и по окончању молитве. Осим тога исто се чини и током служења Свете литургије, приликом приласка светим местима: при уласку у храм, код целивања крст, иконе, када се нађу у опасности, у несрећи, у радости и сл.